# 船木喜行
船木 喜行（ふなき よしゆき、1974年7月17日 - ）は、日本のクラリネット奏者、マルチリードプレイヤー。

## 来歴
東京都品川区出身。クラリネットは15歳から始める。
昭和音楽大学を卒業（法政大学にも在学歴あり）。クラリネットは佐川聖二、千葉直師、堀川豊彦、三界秀実から指導を受けた。プロ楽団に参加しての演奏活動を始める。